# Джон Ньюкомб
Джон Девід Ньюкомб (англ. John David Newcombe, * 23 травня 1944 року, Сідней, Австралія) — австралійський професіональний тенісист, колишня перша ракетка світу.
Виграв 31 турнір ATP в одиночному та 33 турніри в парному розряді.
Найкращі результати в турнірах серії Великого шолома:
- Чемпіон Відкритого чемпіонату Австралії (1973, 1975) в одиночному розряді. Чемпіон (1965, 1967, 1971, 1973, 1976) в парному розряді. Чемпіон (1965) в міксті.
- Чемпіон Вімблдону (1967, 1970, 1971) в одиночному розряді. Чемпіон (1965, 1966, 1968, 1969, 1970, 1974) в парному розряді. Чемпіон (1965) в міксті.
- Чемпіон США (1967, 1973) в одиночному розряді. Чемпіон (1967, 1971, 1973) в парному розряді. Чемпіон (1964) в міксті.
- Чемпіон (1967, 1969, 1973) Відкритого чемпіонату Франції в парному розряді. Чемпіон (1965) в міксті. Досяг чвертьфіналу(1969) в одиночному розряді.

Перша ракетка світу з 3 червня 1974 року, зберігав титул (з перервами) протягом 8 тижнів.
Після завершення кар'єри став президентом ATP (1977 — 1978).

## Фінали турнірів Великого шолома

### Одиночний розряд: 10 (7–3)
| Результат    | Рік  | Турнір                                 | Покриття | Суперник          | Рахунок                 |
| ------------ | ---- | -------------------------------------- | -------- | ----------------- | ----------------------- |
| Поразка      | 1966 | Відкритий чемпіонат США з тенісу       | Трава    | Фред Столл        | 6–4, 10–12, 3–6, 4–6    |
| Перемога     | 1967 | Вімблдонський турнір                   | Трава    | Вільгельм Бунгерт | 6–2, 6–1, 6–1           |
| Перемога     | 1967 | Чемпіонат США                          | Трава    | Кларк Гребнер     | 6–4, 6–4, 8–6           |
| ↓ Open Era ↓ |      |                                        |          |                   |                         |
| Поразка      | 1969 | Вімблдонський турнір                   | Трава    | Род Лейвер        | 4–6, 7–5, 4–6, 4–6      |
| Перемога     | 1970 | Вімблдонський турнір                   | Трава    | Кен Роузволл      | 5–7, 6–3, 6–2, 3–6, 6–1 |
| Перемога     | 1971 | Вімблдонський турнір                   | Трава    | Стен Сміт         | 6–3, 5–7, 2–6, 6–4, 6–4 |
| Перемога     | 1973 | Відкритий чемпіонат Австралії з тенісу | Трава    | Онні Парун        | 6–3, 6–7, 7–5, 6–1      |
| Перемога     | 1973 | Відкритий чемпіонат США                | Трава    | Ян Кодеш          | 6–4, 1–6, 4–6, 6–2, 6–3 |
| Перемога     | 1975 | Відкритий чемпіонат Австралії          | Трава    | Джиммі Коннорс    | 7–5, 3–6, 6–4, 7–6      |
| Поразка      | 1976 | Відкритий чемпіонат Австралії з тенісу | Трава    | Марк Едмондсон    | 7–6, 3–6, 6–7, 1–6      |

## Виступи у турнірах Великого шолома

### Одиночний розряд
| W | Ф | ПФ | ЧФ | #Р | КТ | К# | DNQ | A | NH |

| Турнір                                 | 1960 | 1961 | 1962 | 1963 | 1964 | 1965 | 1966 | 1967 | 1968 | 1969 | 1970 | 1971 | 1972 | 1973 | 1974 | 1975 | 1976 | 1977 | 1977 | 1978 | SR     | В-П    | Win % |
| -------------------------------------- | ---- | ---- | ---- | ---- | ---- | ---- | ---- | ---- | ---- | ---- | ---- | ---- | ---- | ---- | ---- | ---- | ---- | ---- | ---- | ---- | ------ | ------ | ----- |
| Відкритий чемпіонат Австралії з тенісу | 1р   |      | ЧФ   | ЧФ   | ЧФ   | ПФ   | ПФ   | ПФ   |      | ЧФ   | ЧФ   | 3р   | ЧФ   | П    | ЧФ   | П    | Ф    |      | ЧФ   | A    | 1 / 1  | 46–14  | 76.7  |
| Відкритий чемпіонат Франції з тенісу   |      | 3р   | 3р   | 2р   | 2р   | ЧФ   | 3р   | 4р   |      | ЧФ   |      |      |      | 1р   |      |      | 1р   |      |      |      | 1 / 7  | 16–10  | 61.5  |
| Вімблдонський турнір                   |      | 1р   | 2р   | 1р   | 1р   | 4р   | 3р   | П    | 4р   | Ф    | П    | П    |      |      | ЧФ   |      | 3р   |      |      | 4р   | 2 / 12 | 45–11  | 80.4  |
| Відкритий чемпіонат США з тенісу       |      |      |      | 4р   | 3р   |      | Ф    | П    | ЧФ   | ПФ   | ПФ   | 1р   | 3р   | П    | ПФ   |      |      |      |      |      | 0 / 6  | 45–9   | 83.3  |
| В-П                                    | 0–1  | 0–2  | 5–3  | 5–4  | 5–4  | 10–3 | 14–4 | 20–2 | 7–2  | 18–4 | 13–2 | 8–2  | 4–2  | 12–1 | 12–3 | 6–0  | 7–3  | 3–1  | 3–1  | 3–1  | 4 / 26 | 152–44 | 77.6  |